# Posidonia
Posidonia K.D. Koenig è un genere di piante acquatiche angiosperme monocotiledoni, unico genere della famiglia delle Posidoniaceae.

## Etimologia
Il nome del genere deriva dal greco Ποσειδών, Poseidone, il dio del mare.

## Distribuzione e habitat

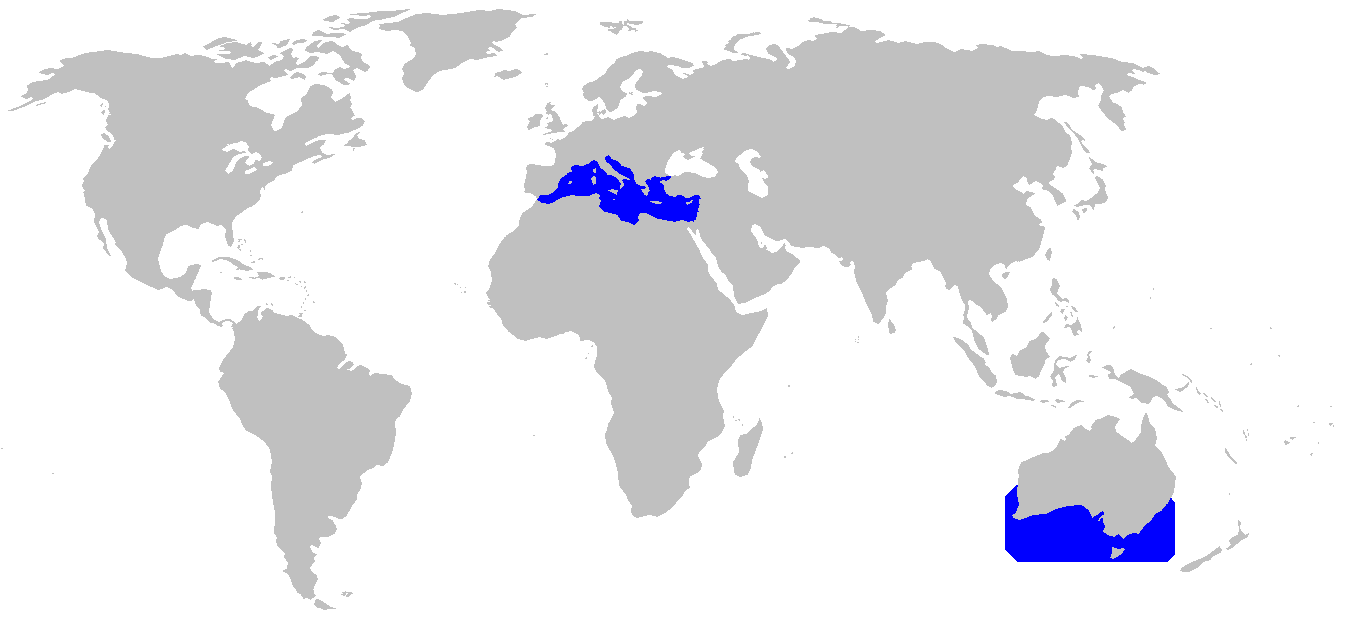
Areale del genere Posidonia

Il genere Posidonia aveva in passato un areale molto più ampio, che comprendeva sia regioni tropicali sia temperate. La competizione con altre piante meglio adattatesi alla vita lungo la fascia tropicale ha relegato le posidonie solo nelle regioni temperate.
Attualmente il genere Posidonia presenta una distribuzione bipolare: delle 9 specie note la Posidonia oceanica è endemica del Mar Mediterraneo, mentre le rimanenti 8 specie sono diffuse nei mari dell'Australia.

## Tassonomia
Il genere Posidonia è l'unico genere della famiglia delle Posidoniaceae. In passato è stato attribuito alle Potamogetonaceae, alle Najadaceae o alle Zosteraceae.
Per quanto riguarda l'ordine la classificazione Cronquist assegnava il genere all'ordine Najadales mentre altri autori lo inserivano in Zosterales.
La classificazione APG attribuisce le Posidoniaceae all'ordine Alismatales e considera sinonimi i due ordini sopra citati.
Il genere comprende le seguenti specie:
- Posidonia angustifolia Cambridge & J.Kuo, 1979
- Posidonia australis Hook.f., 1858
- Posidonia coriacea Cambridge & J.Kuo, 1984
- Posidonia denhartogii J.Kuo & Cambridge, 1984
- Posidonia kirkmanii J.Kuo & Cambridge, 1984
- Posidonia oceanica (L.) Delile, 1813
- Posidonia ostenfeldii Hartog, 1969
- Posidonia robertsoniae J.Kuo & Cambridge, 1984
- Posidonia sinuosa Cambridge & J.Kuo, 1979